# Vranás (Attique)
Vranás, en grec moderne : Βρανάς, est un village du dème de Marathon, en Attique, Grèce.
Selon le recensement de 2011, la population du village s'élève à 1 082 habitants.
Le Musée archéologique de Marathon est implanté à Vranás.